# Rin alpí

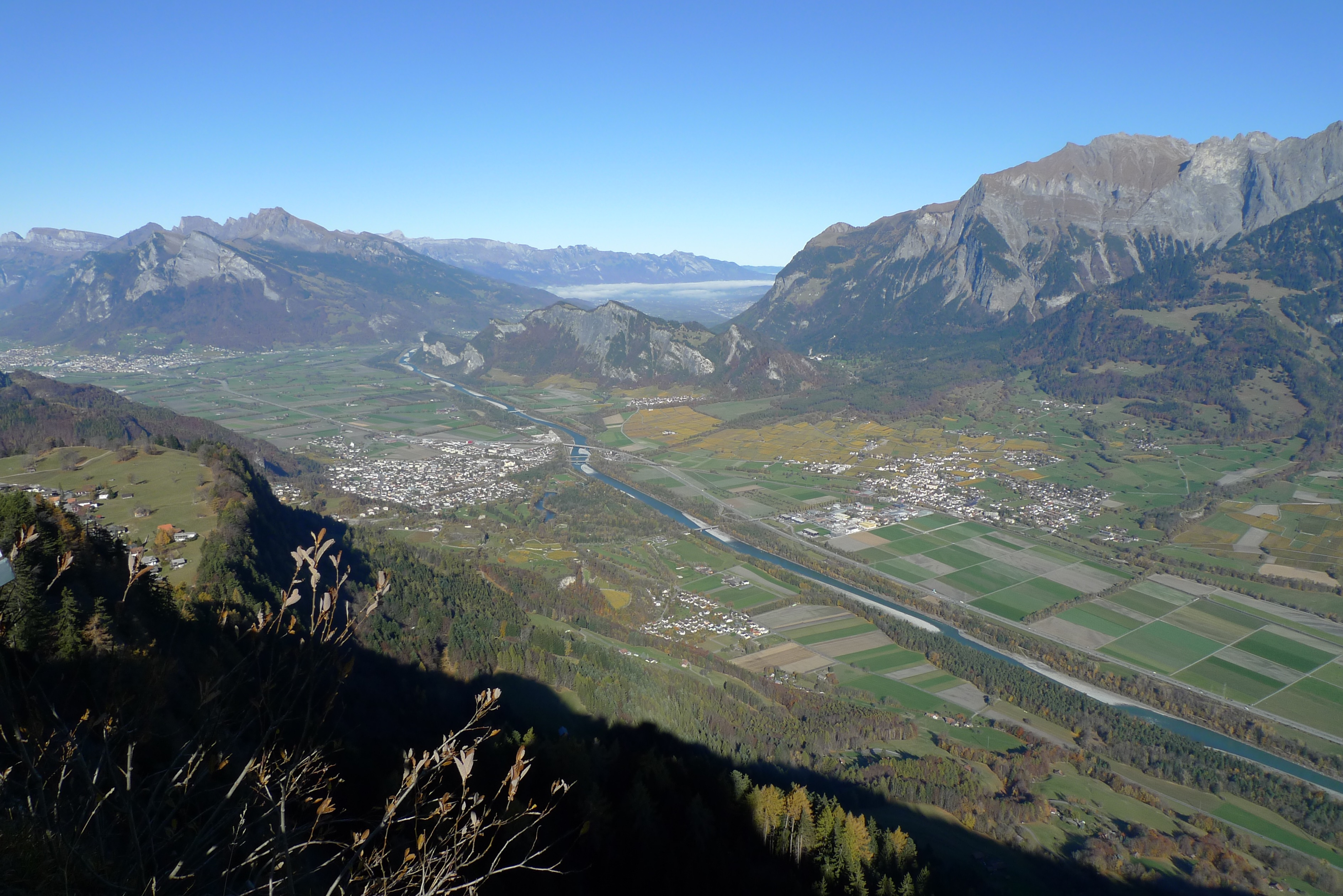
El final de la vall del Rin grisona, on el Rin alpí gira al voltant del Fläscher Berg cap al nord, a l'est de Sargans. Al davant: Bad Ragaz a l'esquerra i Maienfeld a la dreta.

El Rin alpí (alemany: Alpenrheintal) és una vall alpina glacial, formada per la part del riu Rin alpí entre la confluència del Rin Anterior i el Rin Posterior a Reichenau i la desembocadura del Rin alpí al llac Constança. Cobreix tres països i la longitud total del Rin alpí és de 93,5 km.
Des de Reichenau, el Rin alpí flueix cap a l'est, passant per Coira i girant cap al nord, abans de girar cap al nord-est a Landquart, i després aproximadament al nord, a l'est de Sargans. Des d'aquí, el Rin alpí forma la frontera entre el cantó de Sankt Gallen de Suïssa, al costat esquerre, oest, i el Principat de Liechtenstein, al costat est. Al voltant de 28 km més avall, el Rin entra a l'estat federal austríac de Vorarlberg i finalment desemboca al Llac de Constança, al sur de Lindau (Alemanya), que ja no en forma part de la Vall del Rin. La frontera suïssoaustríaca segueix el llit històric del Rin, però avui dia el riu segueix un canal artificial dins d'Àustria durant els darrers 5 km.

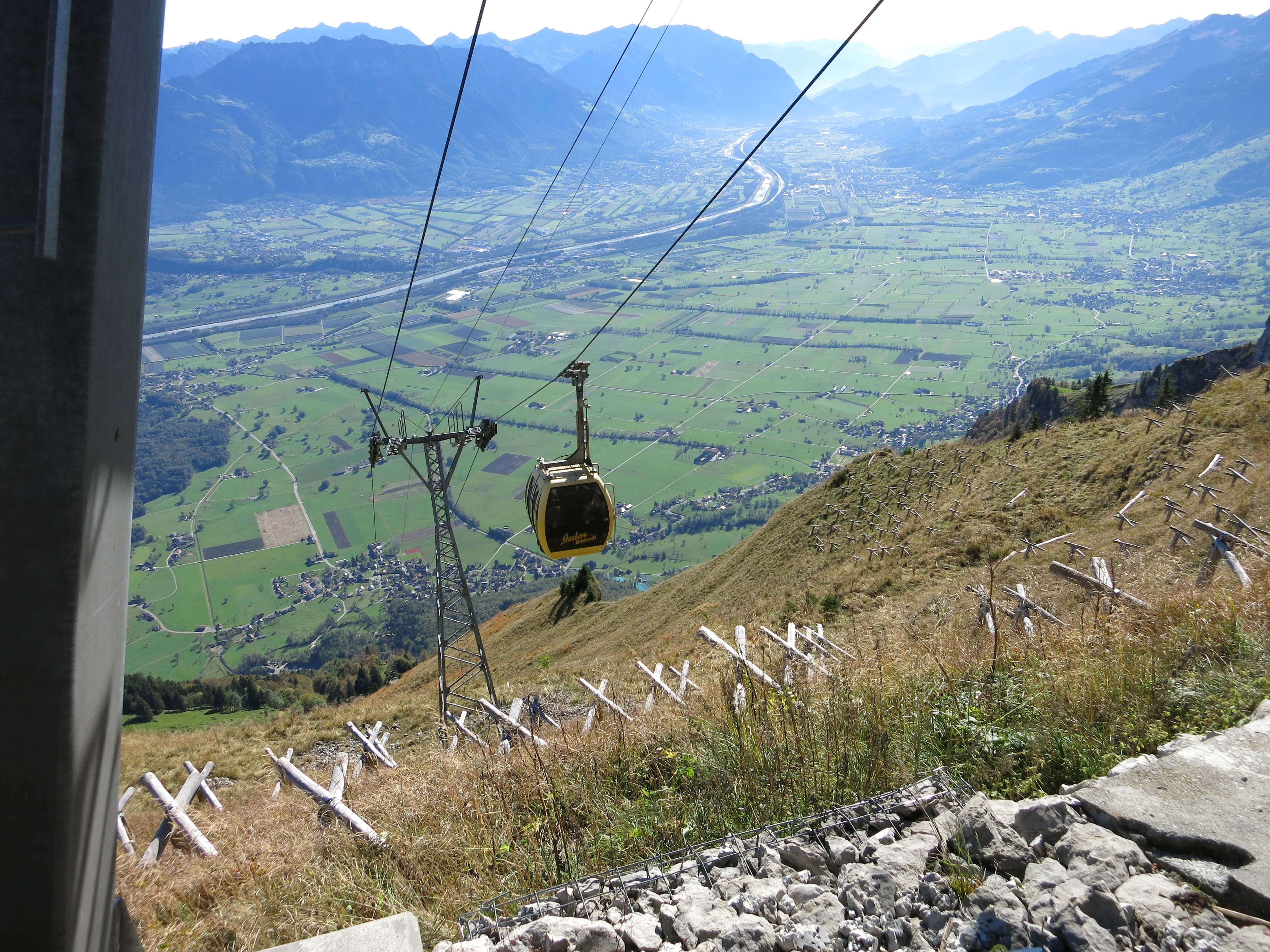
La vall del Rin de Sankt Gallen, a la dreta, i la vall del Rin de Liechtenstein, a l'esquerra del Rin alpí, vist des de l'Stauberen (1.745 m)

El terç superior de la vall del Rin té el caràcter d'una vall alpina, que amaga una plana inferior d'aproximadament 1 a 4 km. Aigües avall de Vaduz, la vall s'eixampla considerablement, convertint-se en una àmplia plana, que fa uns 10 km a l'extrem inferior al llarg de les ribes del sud-est del llac Constança. Des del punt on el Rin surt del llac de Constança es conegut com Alt Rin.
Els afluents de la dreta del Rin alpí són el Plessur a Coira, el Landquart al poble del mateix nom, el Ill i el Frutz a la Terra Superior de la plana austríaca a prop de Feldkirch. El Rin alpí no té afluents importants per l'esquerra; Els rierols que s'uneixen des de l'esquerra són l'Oldisbach a Coira, Cosenz a Untervaz, Säge a Tardisbrücke, Tamina a Bad Ragaz, Tobelbach a Buchs, Simml a Gams. Tot i que tots els afluents de l'esquerra a la vall del Rin de Sankt Gallen desemboquen al Rheintaler Binnenkanal, que desemboca al llac de Constança per Alter Rhein, i no es troba amb el Rin alpí.

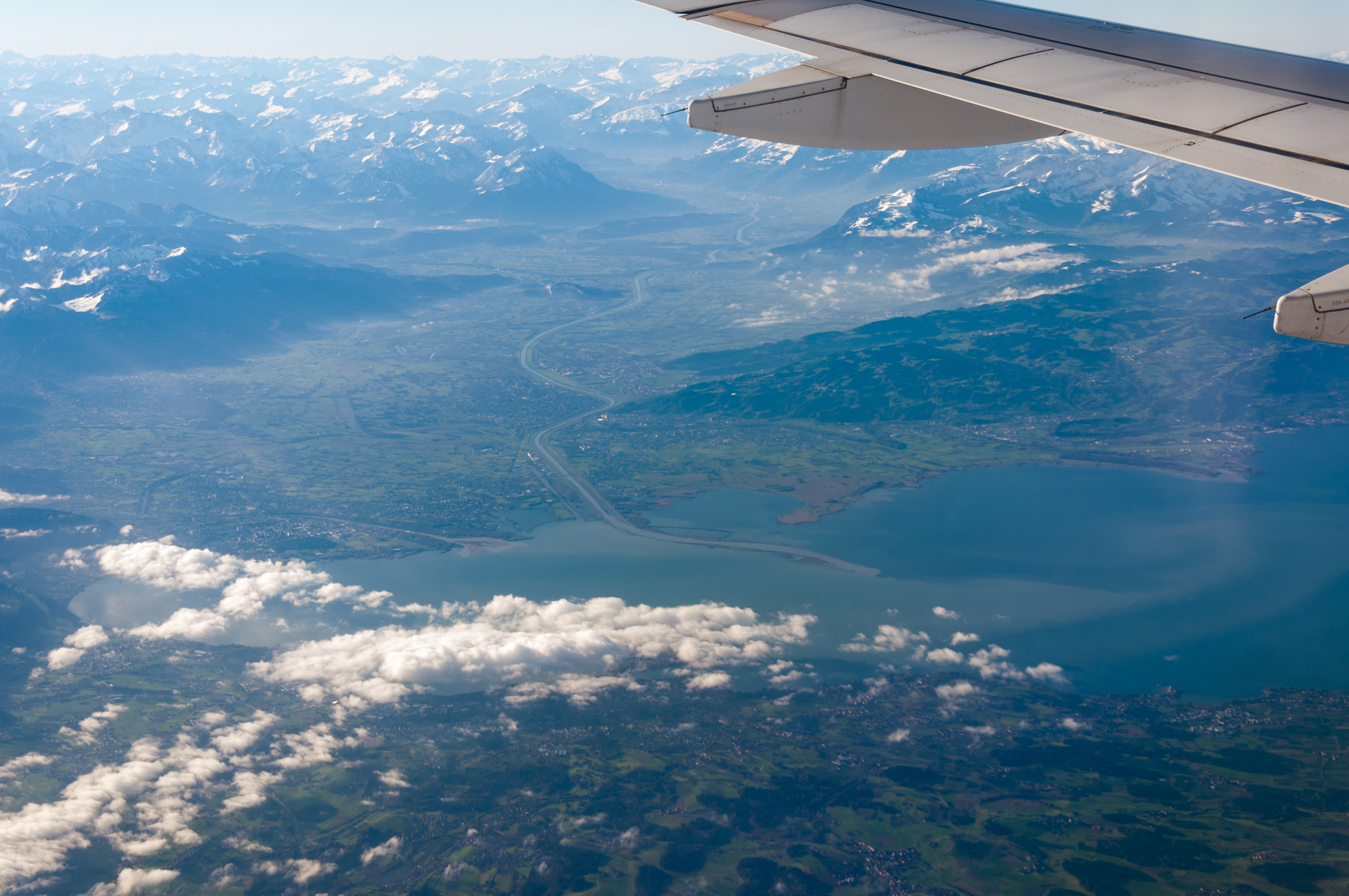
La desembocadura del Rin alpí i la "Vall del Rin" mirant cap al sud.

## Geografia

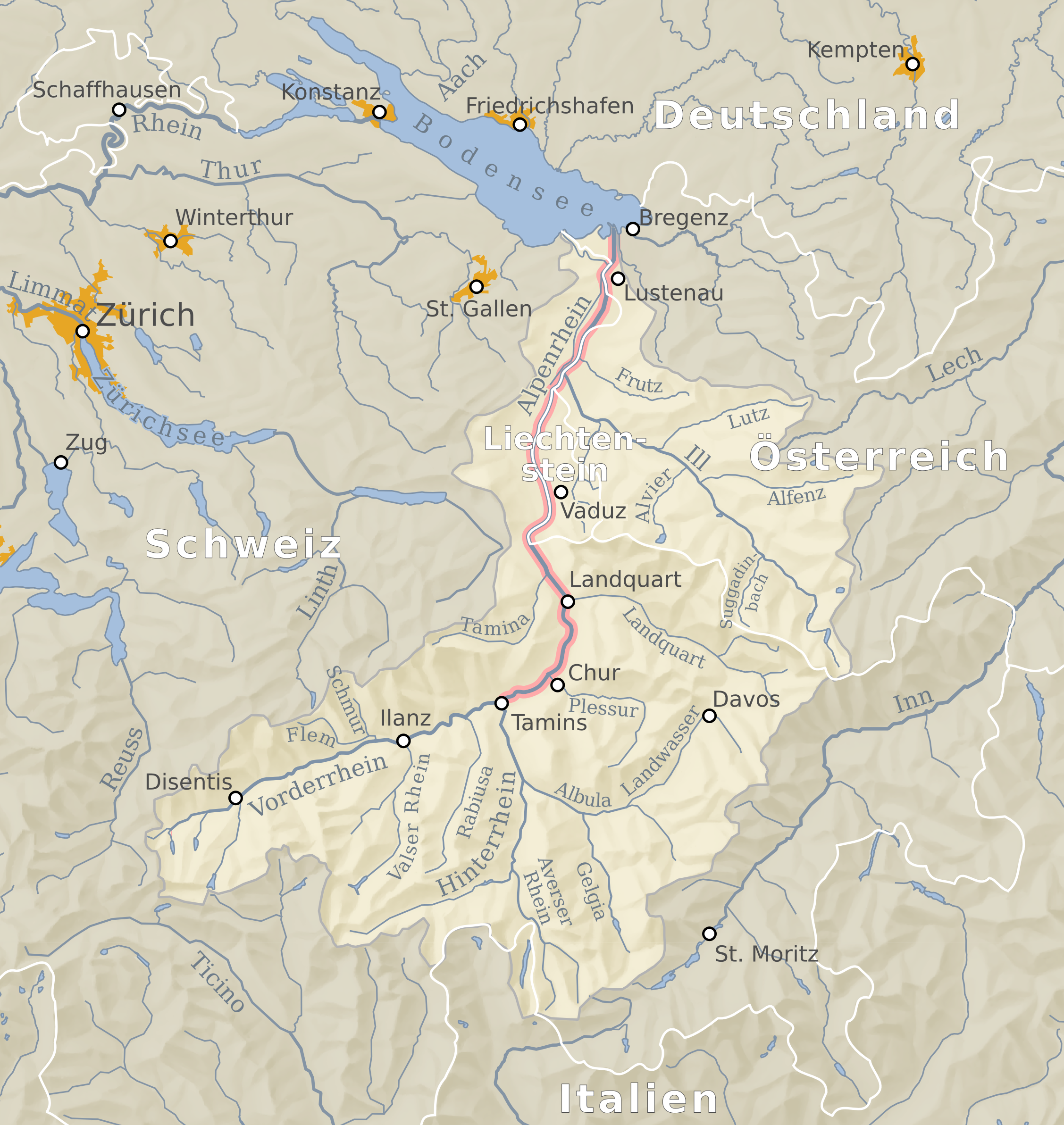
El curs del Rin alpí

La vall alpina està flanquejada pels Alps i les seves cadenes muntanyoses (per exemple, Alpstein, Plessuralpen, Rätikon Calanda, Alpes de Albula, Alpes de Glaris), alguns amb més de 3.000 m.
La muntanya més alta de la vall alpí del Rin, el Ringelspitz, es troba al principi, a Tamins. Amb els seus 3.247 m,  és el pic més alt del cantó de St. Gallen, vorejant la vall dels Alps amb el seu vessant sud-est.

### Subdivisions
Las parts geogràfiques de vall del Rin Alpí són: 
Meitat superior: 
- Vall del Rin de Coira, o Vall del Rin grisona (alemany: Churer Rheintal, o Bündner Rheintal): El nom fa referència a la ciutat de Chur o el seu cantó dels Grisons, respectivament. Comença a Rhäzüns/Bonaduz i acaba a l'est de Sargans (SG).

Meitat inferior: 
Cap al nord, el Bündner Rheintal creua la vall del Rin entre Sargans i el llac de Constança, on forma la frontera entre el cantó de St. Gallen al costat oest i Liechtenstein i Àustria al costat est. A banda i banda, la vall s'anomena simplement la vall del Rin, encara que els suïssos de vegades també en diuen la vall del Rin de St. Gall per distingir-lo de la meitat superior.
- Vall del Rin de St. Gall,  (alemany: St. Galler Rheintal): al costat oest, la vall del Rin està dividida políticament en els districtes de Werdenberg (Wahlkreis) i Rheintal (Wahlkreis), encara que geogràficament està separat pel Hirschensprung prop de Rüthi (SG).
- Costat est: 
  - En el seu costat est, la meitat superior de la vall es diu la Vall del Rin de Lichtenstein (alemany: Liechtensteiner Rheintal).
  - Vall del Rin de Vorarlberg (alemany: Voralberger Rheintal): La meitat inferior també es diu la Vall del Rin de Voralberg, ja que pertany a l'estat federal austríac de Vorarlberg.

A més, es divideix en una part superior i inferior i s'anomenen Terres superiors i inferiors (alemany: Vorarlberger Unter- und Oberland). Les terres baixes, a vegades també es diuen Vorderland, s'estén des de les ribes del llac de Constança fins al petit turó Kummaberg cap al sud, la part superior es troba al sud de la mateixa.

### El Rin

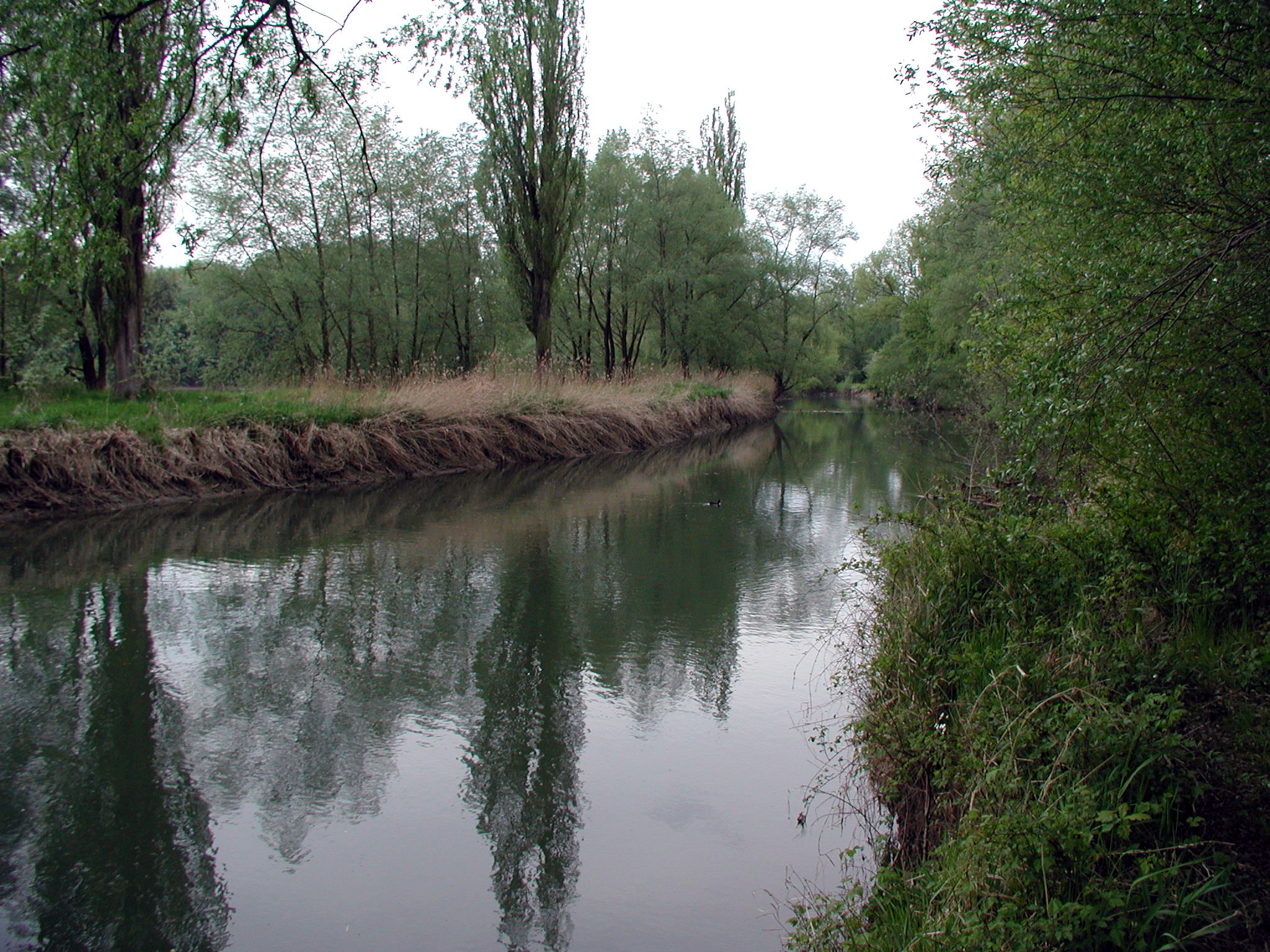
El Vell Rin (Alter Rhein) a Höchst

El Rin alpí comença al centre del cantó suís dels Grisons, i després forma la frontera entre Suïssa a l'oest i Liechtenstein i més tard Àustria a l'est.
Es forma a prop de Tamins-Reichenau per la confluència del Rin Anterior i el Rin Posterior. Baixa des d'una alçada de 585 m.
El riu fa un gir distintiu cap al nord a prop de Coira. A Landquart gira al nord-est i després una altra vegada al nord-est de Sargans.
A prop de Sargans, una presa natural, de només uns pocs metres d'alçada, impedeix que discorri més cap al nord-oest cap a la vall oberta, anomenada Seeztal, i després, a través del llac Walen (i més enllà fins al llac Zúric, fins el riu Aare).  La desembocadura del Rin en el llac de Constança forma un delta interior. El delta està delimitat a l'oest per el Vell Rin i a l'est per una moderna secció canalitzada. La gran part del delta és una reserva natural i un santuari d'aus, i ha estat designat com un lloc Ramsar des de 1982. Inclou les ciutats austríaques de Gaißau, Höchst i Fußach. el Rin natural es va ramificar en almenys dos braços i va formar petites illes precipitant sediments.
Es va sol·licitar una regulació del Rin, amb un canal superior a prop de Diepoldsau i un canal inferior a Fußach, per contrarestar les constants inundacions i la forta sedimentació al delta occidental del Rin. El Dornbirner Ach també va haver de ser desviat, i ara discorre paral·lel al Rin canalitzat cap al llac. La seva aigua té un color més fosc que la del Rin; la càrrega suspesa més lleugera d'aquest darrer prové de les muntanyes més altes. S'espera que l'entrada contínua de sediments es vagi acumulant al llac. Això ja ha passat a l'antic Llac Tuggenersee.

## Cultura
La vall alpí es caracteritza per ser una “zona de cultura” molt activa. El festival Bregenzer Festspiele, així com el Kunstmuseum Liechtenstein tenen un gran significat i són coneguts fora de la regió. Però també des d'una perspectiva regional hi ha moltes plataformes, esdeveniments i projectes que milloren la vida cultural dels habitants locals.
Un exemple de cooperació transfronterera a la vall alpí del Rin és l'“Eix cultural: Bregenz - St.Gallen - Vaduz - Coir": Kunsthaus Bregenz, el Kunstmuseum de St. Gallen, el Kunstmuseum Liechtenstein i el Bündner Kunstmuseum a Coira han cooperat des del 2001. Els signes visibles d'aquesta cooperació de les quatre institucions i tres països són la presentació conjunta cada any del "Art Lake Constance".

## Història

### Edat Mitjana
La vall formava part de l'antiga província romana de Rècia. Els alemanys es van establir a la baixa vall del Rin a principis de l'Edat Mitjana. Sota l'Imperi franc, la Vall del riu entre Montstein i Hirschensprung es va lliurar al Rhinegraviate (el comtat de Rheingau), i el seu primer esment registrat és el 891; l'àrea entre el llac de Constança i Montstein era una part del cantó de Turgòvia.
El govern de la Vall del Rin  Sacre Emperador Romà, el Bisbe de Constança, l'Abad de Sankt Gallen i els comtes de Bregenz i Werdenberg que reclamaven diverses parts de la vall. La Vall no es va unir fins al 1348, sota el comtat de Werdenberg-Heiligenberg. Des que els Habsburg van adquirir el comtat de Tirol el 1363, gradualment van començar a prendre el control de la Vall del Rin, aconseguint tota la vall el 1395 a través d'una combinació de conquesta i compra.

#### Vogteivall del Rin
El 1424, la vall del Rin estava en gran part en mans dels comtes de Toggenburg. Després de la seva extinció, Appenzell va reconquerir la Vall amb Rheineck a l'antiga Guerra de Zurich el 1445. El 1464, Appenzell va protegir a la Vall del Rin de les reclamacions territorials del príncep abat de Sankt Gallen, particularment en una sèrie de batalles a l'època del "Rorschacher Klosterbruch", el casus belli  per a l'Abat de Sankt Gallen entre el 28 de juliol de 1489 i la primavera de 1490. Tot i això, Appenzell es va veure obligat a cedir el govern de la Vall als poders en guerra: l'Abadia i els quatre cantons de Glarus, Lucerna, Schwyz i Zúric, que van portar la batllia a l'àmbit de l'Antiga Confederació Suïssa com un Gemeine Herrschaft (condomini).

### Història moderna primerenca

#### Reforma suïssa
El 1528, va ser acceptada la Reforma protestant al Vogtei Rheintal; mentre que les minories catòliques es van mantenir, només Altstätten, Widnau, Kriessern i Rüthi tenien una majoria catòlica. A través de la derrota de l'hegemonia catòlica a Suïssa i el final de les llargues disputes religioses que havien dividit la Confederació, l'11 d'agost del 1712 la Pau d'Aarau (alemany: Frieden von Aarau) va establir la paritat confessional, permetent que ambdues religions coexistissin en igualtat legal, un concepte relativament comú al Sacre Imperi Romà des de la Pau de Westfàlia el 1648.

#### Liechtenstein
La dinastia de Liechtenstein va poder organitzar la compra de la minúscula Herrschaft ("Senyoria") de Schellenberg i el comtat de Vaduz (el 1699 i 1712, respectivament) als Hohenems. El 23 de gener de 1719, després que es van comprar les terres, Carles VI, emperador del Sacre Imperi Romà, va decretar que Vaduz i Schellenberg s'unissin i va elevar el territori recent format a la dignitat de Fürstentum (principat) amb el nom de "Liechtenstein" en honor del "[seu] veritable servent, Anton Florian de Liechtenstein". Va ser en aquesta data quan Liechtenstein es va convertir en un estat membre sobirà del Sacre Imperi Romà.

### Era napoleònica
Com a resultat de les Guerres Napoleòniques, el 1806 el Sacre Imperi Romà va quedar sota el control de l'emperador francès Napoleó I. Napoleó va dissoldre l'imperi; això va tenir àmplies conseqüències per a Liechtenstein: els mecanismes imperials, legals i polítics es van trencar. L'estat va deixar de deure vassallatge qualsevol senyor feudal més enllà de les seves fronteres.
El 1798, el Vogtei Rheintal va declarar unilateralment la seva independència. Arran del col·lapse de l'Antiga Confederació Suïssa (com a resultat de la seva completa invasió pels Exèrcits Revolucionaris Francesos ), el 26 de març de 1798, un Landsgemeinde va promulgar a Altstätten una constitució i va triar un magistrat (alemany: Landammann) i un consell (alemany: Landsrat). En poques setmanes, però, aquesta independència incipient es va anul·lar amb la inclusió de la Vall del Rin al cantó helvètic de Säntis, amb l'excepció de Rüthi i Lienz, assignats al cantó de Linth.
Amb la Llei de Mediació de Napoleó el 19 de febrer de 1803, la República Helvètica i els seus límits cantonals van ser abolits, amb la Vall del Rin reunit com un districte del cantó de Sankt Gallen, que s'estenia des de Staad a Lienz i amb el seu capital alternant mensualment entre Altstätten i Rheineck.

### Història moderna
El Bezirk es va dividir en dos el 1831, creant Oberrheintal, amb la seva capital a Altstätten, i Unterrheintal, amb la seva capital alternant entre Rheineck i Berneck, Sankt Gallen. Aquesta divisió va persistir fins al 2003, quan una revisió constitucional va crear el districte electoral modern (Wahlkreis), amb la pèrdua de Thal als Wahlkreis adjacents del districte de Rorschach.

## Galeria

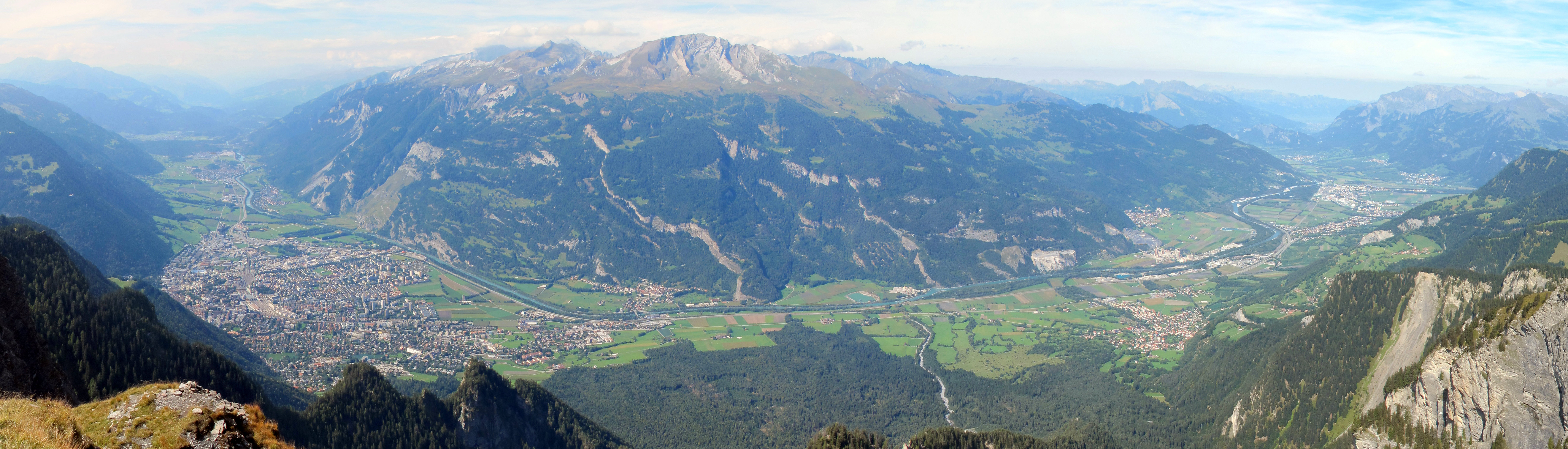
Panorama de la Vall del Rin amb Coira